# Велосипед с фиксированной передачей

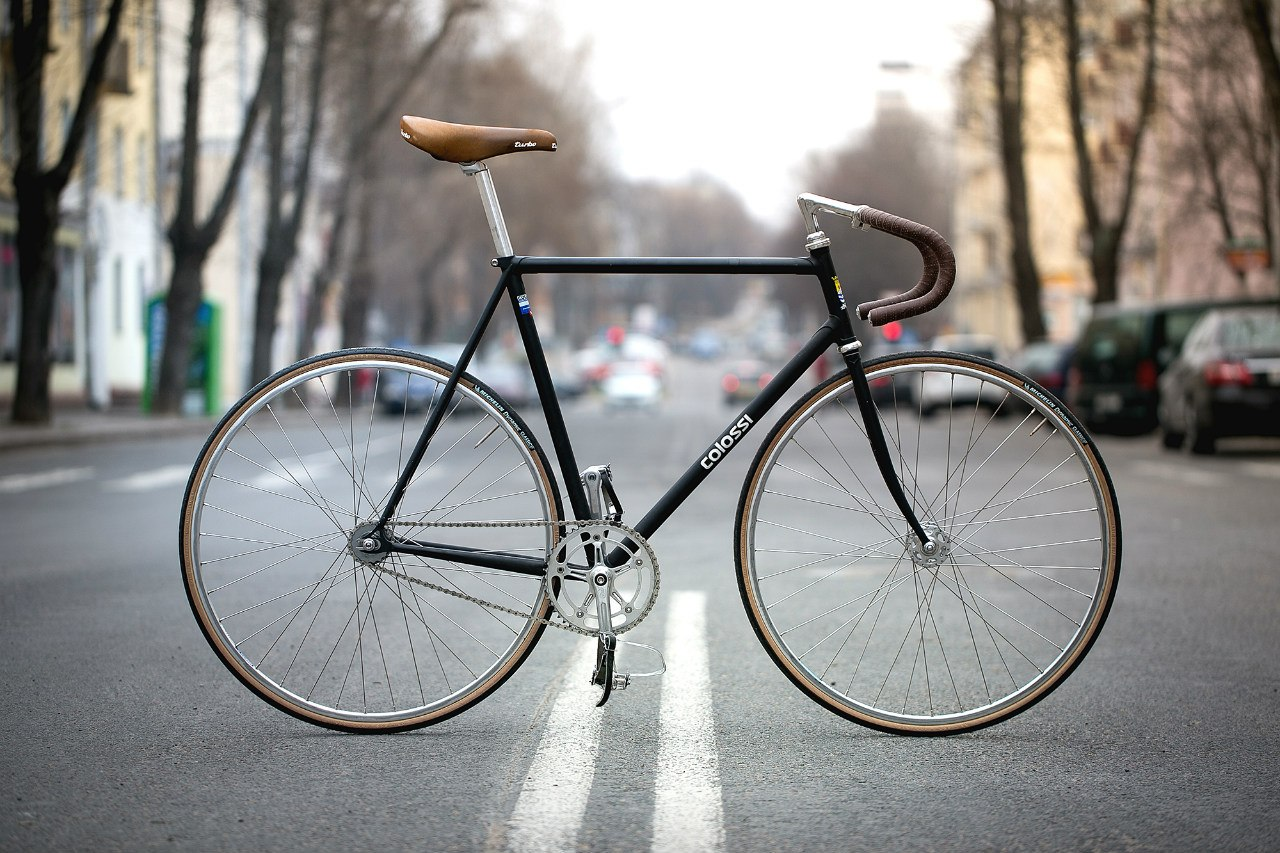

Велосипед с фиксированной передачей (англ. fixed-gear, сленг. глухарь, fix gear, fixie, фиксед, фикс, ФГ) — велосипед, у которого отсутствует свободный ход и постоянно крутятся педали, если крутится заднее колесо.
Появились такие велосипеды благодаря трековым гонкам. На классическом трековом «фиксе» ручные тормоза отсутствуют, а для резкой остановки возможно «торможение скидом» (он же «скиддинг»), когда заднее колесо блокируется усилием сопротивления ног на педали, и велосипед идёт юзом. Некоторые велосипедисты всё же снабжают «фиксы» ручным тормозом, если велосипед предполагается использовать в дорожных условиях, где экстренное и моментальное торможение часто является необходимым для предотвращения ДТП. Часто обходятся лишь передним тормозом, как более эффективным (задний на «фиксе» по большому счёту не нужен).
Одним из главных преимуществ велосипеда с фиксированной передачей является его дешевизна, хотя и это не всегда правда (см. Трековый велосипед): из-за применения дорогих материалов и сплавов стоимость рамы может быть сравнима со стоимостью рам профессиональных горных велосипедов; также в данных велосипедах ценится предельная простота и лёгкость конструкции, а как следствие — высокая надёжность и малая потребность в обслуживании. Из-за этих факторов велосипеды с фиксированной передачей применяются не только в профессиональном спорте: они зачастую используются для прогулок по городу, развлечения, поездок на работу; популярны среди велокурьеров. Считается, что такой велосипед практически не привлекает внимание велосипедных воров, которые часто судят о ценности данного вида транспорта по внешнему виду и количеству «наворотов».
Существуют и экзотические виды спорта, в которых участвуют велосипеды с фиксированной передачей: велобол, велосипедное поло, фигурное катание на велосипеде, треклокросс. Игра (гонка) «аллейкэт», хоть технически и не требует фиксированного велосипеда, имитирует работу велокурьера и потому ассоциируется именно с «фиксами».